# Cough Syrup
«Cough Syrup» es una canción de la banda estadounidense de rock alternativo Young the Giant de su álbum debut homónimo. Fue compuesta cuando la banda se llamaba The Jakes, y apareció por primera vez en 2008 su EP Shake My Hand. Publicado por Young The Giant como sencillo en 2011, la canción alcanzó el número tres en el Billboard Alternative Songs.

## Video musical
El video musical de "Cough Syrup", debutó el 21 de junio de 2011 en MTV y escucho en la parte superior de cada hora de música a partir de las 6 de la mañana.
Dirigido por Petro, que muestra a la banda en un complejo con piscina cubierta, junto con nadadores sincronizados, peceras, brillo y tintes fluorescentes.
Según Gadhia, la banda "quería más de un aspecto visual para el video musical por "My Body" fue más una narración. Queríamos algo que se abrirá, pero todavía tiene sentido temático y artístico." El concepto de video, Gadhia dijo, centrada en la viscosidad, "la fricción de los fluidos y de los obstáculos que cada uno, cualquier objeto, tiene que hacer frente con el fin de evolucionar."

## Versiones
- Blaine Anderson (Darren Criss) versión de la canción en el episodio de la tercera temporada de Glee titulado "On My Way", durante una escena en la que encerró el jugador de fútbol David Karofsky intenta suicidarse después de haber sido marginado.[7]

## Posicionamiento en listas
| Listas (2011–12)                   | Mejor posición |
| ---------------------------------- | -------------- |
| Canadá (Canadian Hot 100)          | 82             |
| Airplay Italia (Nielsen Music)     | 4              |
| Países Bajos (Mega Single Top 100) | 95             |
| US Billboard Hot 100               | 95             |
| US Alternative Songs (Billboard)   | 3              |
| US Rock Songs (Billboard)          | 9              |
| US Adult Pop Songs (Billboard)     | 28             |